# Enovate ME7
Enovate ME7 ― електричний компактний кросовер компанії Enovate.
Вперше ME7 був представлений на форумі ChinaEV100 у Пекіні в січні 2019 року як концепт-кар на твердотільних батареях. Серійну модель ME7 було представлено на Шанхайському автосалоні 2019 року, а вихід на ринок відбувся у вересні 2020 року.

## Опис

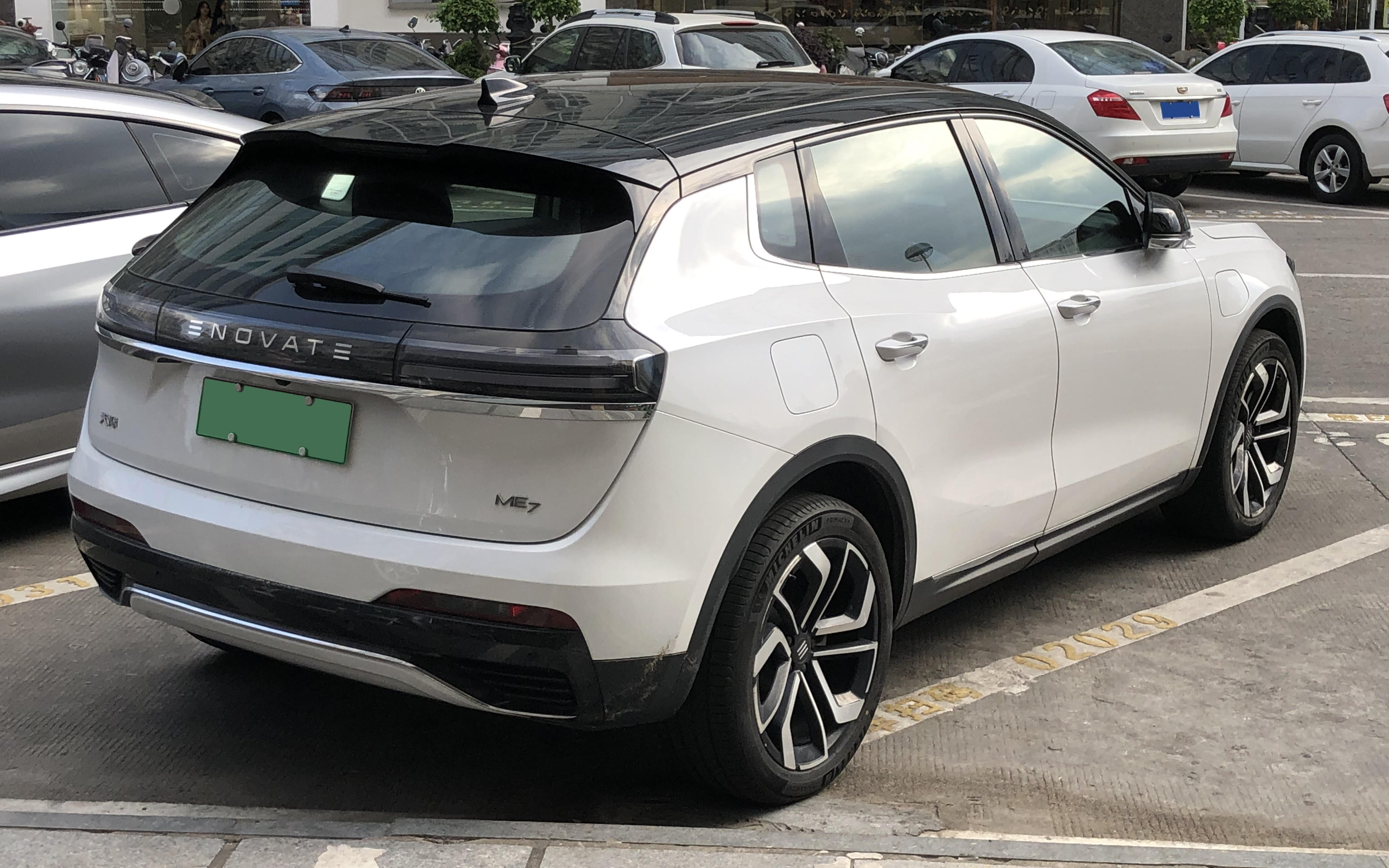

Enovate ME7 був заявлений як середньорозмірний кросовер на китайському ринку, незважаючи на те, що його розміри трохи менші, ніж у компактної Tesla Model Y. ME7 приводиться в рух синхронним двигуном з постійними магнітами з максимальною потужністю 170 кВт.
Запас ходу NEDC далекобійної моделі перевищує 530 км. Крім того, під час презентації Enovate ME7 компанія також оголосила ціновий діапазон від 366 800 юанів до 381 800 юанів (~54 204 — 56 420 доларів США).

## Технічні характеристики

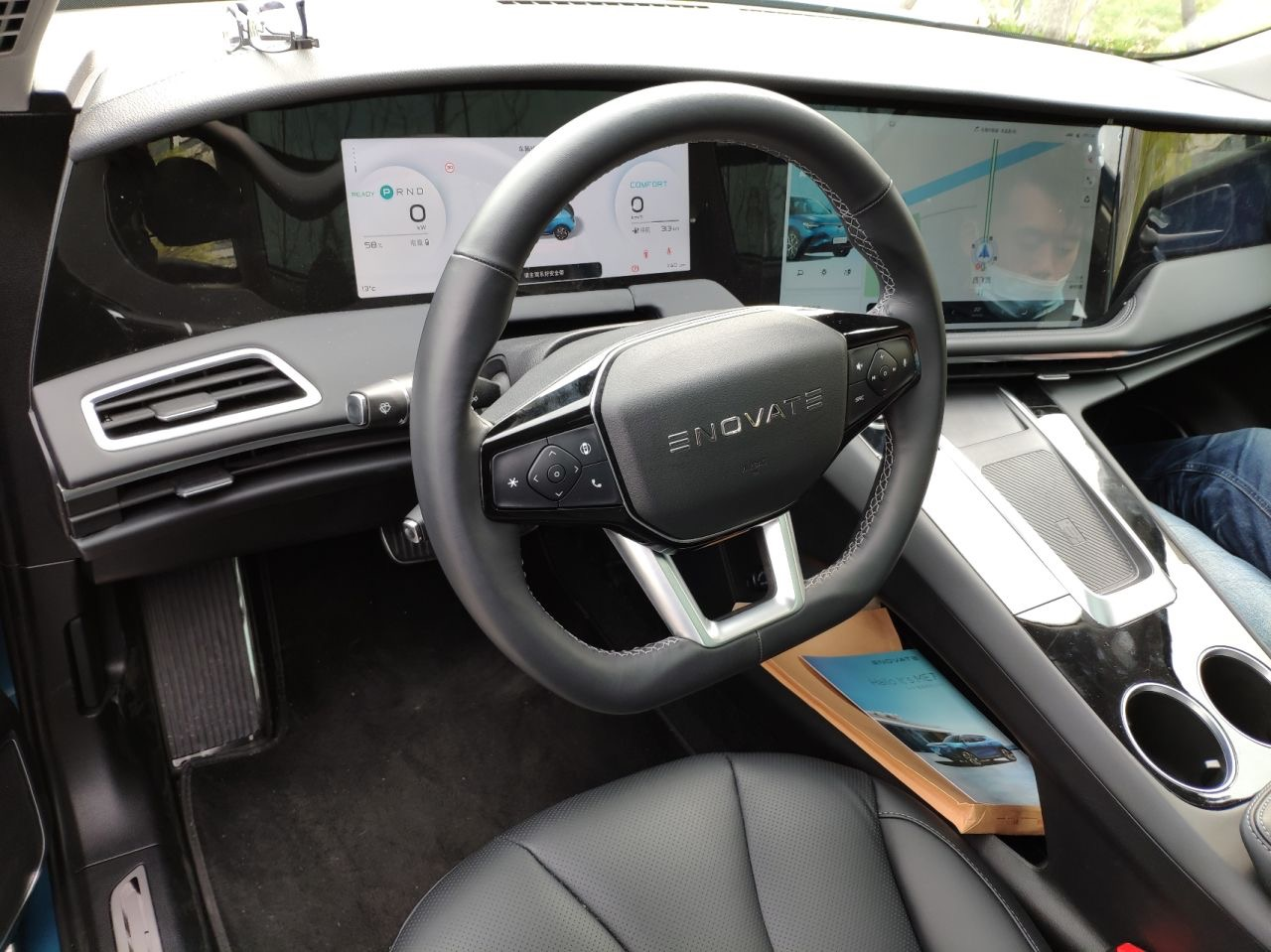

Enovate ME7 працює від синхронного двигуна з постійними магнітами, що постачається компанією Bosch з максимальною потужністю 170 кВт. Щільність енергії акумуляторної системи вагою 511 кг, що постачається компанією Wanxiang Group, становить до 160 Вт-год/кг. Запас ходу NEDC досягає 550 км для моделі дальнього радіусу дії, а силовий агрегат є лише передньопривідним. Представники Enovate також заявляють, що максимальний запас ходу від батареї становить 700 км.
Трансмісія Enovate ME7 розвиває 215 к.с. (160 кВт) і 330 Нм, максимальна швидкість — 160 км/год, а час розгону від 0 до 100 км/год — 4,9 секунди. Енергоспоживання Enovate ME7 становить 15,8 кВт-год/100 км, виходячи з їздового циклу NEDC.
Коефіцієнт аеродинамічного опору Enovate ME7 становить 0,28 Сх за офіційними даними.